# Luitzen Egbertus Jan Brouwer
Luitzen Egbertus Jan Brouwer, född 27 februari 1881 i Overschie, Nederländerna, död 2 december 1966 Blaricum, Nederländerna, ofta refererad till som L.E.J. Brouwer, men av vänner kallad Bertus, var en nederländsk matematiker och filosof. Inom matematiken grundlade han den moderna topologin och betraktades som en av de stora matematikerna under 1900-talet.
Inom filosofin skapade han intuitionismen som resulterar i en matematik som skiljer sig dramatiskt från den klassiska matematiken och räknas följaktligen inte dit. Brouwers fixpunktssats är namngiven efter honom.

## Biografi
Tidigt i sin karriär bevisade Brouwer ett antal satser inom det framväxande området topologi. Den viktigaste var hans fiixpunktsats, den topologiska invariansen av grad och den topologiska invariansen av dimension. Bland matematiker i allmänhet är den första den mest kända, vanligtvis kallad Brouwer Fixed Point Theorem. Den är en följd av den andra, om den topologiska invariansen av grad, som är den mest kända bland algebraiska topologer. Den tredje satsen är kanske den svåraste.
Brouwer bevisade också den förenklade approximationssatsen i grunderna för algebraisk topologi, vilket motiverar minskningen till kombinatoriska termer, efter tillräcklig underindelning av simpliciala komplex, av behandlingen av allmänna kontinuerliga kartläggningar. År 1912, vid 31 års ålder, valdes han till ledamot av Royal Netherlands Academy of Arts and Sciences. Han var inbjuden talare vid ICM 1908 i Rom och 1912 i Cambridge, Storbritannien.
Brouwer grundade intuitionism – en version av konstruktiv matematik – vilket är en filosofi om matematikens grunder som utmanade den då rådande formalismen hos David Hilbert och hans medarbetare, som Paul Bernays, Wilhelm Ackermann och John von Neumann. Den karakteriseras ibland och ganska förenklat av tal om att dess anhängare vägrar att använda lagen om det uteslutna tredje i matematiskt resonemang.
Brouwer var medlem i Significs Group, som utgjorde en del av semiotikens tidiga historia - studien av symboler - i synnerhet kring Victoria, Lady Welby. Den ursprungliga betydelsen av hans intuitionism kan förmodligen inte helt frigöras från den intellektuella miljön i den gruppen.
År 1905, vid 24 års ålder, uttryckte Brouwer sin livsfilosofi i en kort traktat, Life, Art and Mysticism, som har beskrivits av matematikern Martin Davis som "dränkt i romantisk pessimism". Arthur Schopenhauer hade ett formativt inflytande på Brouwer, inte minst för att han insisterade på att alla begrepp i grunden skulle baseras på sinnes intuitioner. Brouwer började därefter på en självrättfärdigande aktion för att rekonstruera matematisk tillämpning från grunden för att tillfredsställa sin filosofiska övertygelser. Hans avhandlingsrådgivare vägrade att acceptera hans kapitel II: "som det ser ut nu... alla sammanvävda med någon form av pessimism och mystisk inställning till livet som inte är matematik, och har inte heller något att göra med matematikens grundvalar".
Efter att ha avslutat sin doktorsavhandling fattade Brouwer ett medvetet beslut att tillfälligt hålla sina omtvistade idéer för sig själv och att koncentrera sig på att visa sin matematiska skicklighet. År 1910 hade han publicerat ett antal viktiga uppsatser, i synnerhet om fixpunktssatsen. Hilbert - formalisten med vilken intuitionisten Brouwer slutligen skulle tillbringa år i konflikt - beundrade den unge mannen och hjälpte honom att få en ordinarie akademisk utnämning (1912) vid Amsterdams universitet. Det var då som han kände sig fri att återvända till sitt revolutionära projekt som han nu kallade intuitionism.
Under senare delen av livet kände sig Brouwer mer och mer isolerad och tillbringade sina sista år under trycket av helt ogrundade ekonomiska bekymmer och en paranoid rädsla för konkurs, förföljelse och sjukdom. Han omkom 1966 vid 85 års ålder, påkörd av ett fordon när han korsade gatan framför sitt eget hem.